# Мельниченко, Трофим Денисович
Трофи́м Дени́сович Мельниче́нко (бел. Трафім Дзянісавіч Мельнічэнка; род. 18 сентября 2006, Минск) — белорусский футболист, нападающий «Порту B» и сборной Беларуси.

## Карьера

### «Динамо» Минск
Воспитанник академии минского «Динамо». Первым тренером был Масловский Сергей Павлович, затем футболист также был в академии столичного «Минска» и пол сезона провёл в структуре ФШМ. Вскоре вернулся в структуру минского «Динамо». В начале 2024 года был переведён в основную команду минского клуба. Дебютировал за клуб 2 марта 2024 года в матче за Суперкубок Беларуси, где проиграли жодинскому «Торпедо-БелАЗ» в серии пенальти. Дебютным забитым голом за клуб отличился 10 марта 2024 года в ответном четвертьфинальном матче Кубка Беларуси против борисовского БАТЭ. В чемпионате дебютировал 16 марта 2024 года против «Сморгони», выйдя на поле в стартовом составе. Дебютным забитым голом в чемпионате отличился 23 июня 2024 года в матче против гродненского «Немана». В июле 2024 года вместе с клубом отправился на квалификационные матчи Лиги чемпионов УЕФА и затем Лиги Европы УЕФА, однако вместе с минским клубом смог квалифицироваться в основной этап Лиги конференций УЕФА. Дебютный матч в рамках еврокубкового турнира на групповом этапе сыграл  3 октября 2024 года против шотландского клуба «Харт оф Мидлотиан», выйдя на поле в стартовом составе. По итогу турнира вместе с клубом не смог выйти в раунд плей-офф. Досрочно стал победителем чемпионата Беларуси. На протяжении сезона был в клубе одним из основных игроков, отличившись 3 забитыми голами и 5 результативными передачами во всех турнирах.

### «Порту»
В декабре 2024 года появилась информация, что к футболисту проявляет интерес болгарский «Лудогорец». В начале января 2025 года сообщалось, что к футболистом интересуется клуб из португальского чемпионата. Вскоре португальский клуб «Порту» объявил о переходе игрока во вторую команду, с которым был заключён контракт до 2028 года, а сумма трансфера составила порядка 380 тысяч евро. Дебютировал за клуб 18 января 2025 года в матче против клуба «Алверка», выйдя на замену на 67 минуте. Дебютным забитым голом за клуб отличился 1 февраля 2025 года в матче против клуба «Академику де Визеу». По итогу сезона вместе с клубом завершил чемпионат на итоговом четырнадцатом месте. На протяжении сезона выступал за клуб в роли одного из основных игроков, отличившись забитым голом и 3 результативными передачами.
В июле 2025 года приступил к подготовке к новому сезону со второй командой.

## Международная карьера
В феврале 2022 года футболист получил вызов в юношескую сборную Беларуси до 16 лет для участия в Кубке Развития. В октябре 2022 года футболист получил вызов в юношескую сборную Беларуси до 17 лет для участия в квалификациях юношеского чемпионата Европы. Дебютировал за сборную футболист 20 октября 2022 года в матче против сборной Норвегии. В ноябре 2022 года футболист принял участие в товарищеском матче за юношескую сборную Беларуси до 18 лет против сверстников из России. В ноябре 2023 года футболист получил вызов в юношескую сборную Беларуси до 19 лет для участия в квалификационных матчах юношеского чемпионата Европы. Дебютировал за сборную футболист 15 ноября 2023 года в матче против сборной Греции.
В августе 2024 года футболист получил вызов в национальную сборную Беларуси. Дебютировал за сборную футболист 5 сентября 2024 года в матче Лиги наций УЕФА против сборной Болгарии, выйдя на замену на 83 минуте. Дебютным забитым голом за сборную футболист отличился 20 марта 2025 года в товарищеском матче против сборной Таджикистана.

#### Статистика матчей за национальную сборную
| Матчи Мельниченко за сборную Беларуси | Матчи Мельниченко за сборную Беларуси | Матчи Мельниченко за сборную Беларуси | Матчи Мельниченко за сборную Беларуси | Матчи Мельниченко за сборную Беларуси | Матчи Мельниченко за сборную Беларуси | Матчи Мельниченко за сборную Беларуси |
| ------------------------------------- | ------------------------------------- | ------------------------------------- | ------------------------------------- | ------------------------------------- | ------------------------------------- | ------------------------------------- |
| №                                     | Дата                                  | Соперник                              | Счёт                                  | Голы                                  | Соревнование                          |                                       |
| 1                                     | 5 сентября 2024 года                  | Болгария                              | 0:0                                   | —                                     | Лига наций УЕФА 2024/2025 (Группа C)  |                                       |
| 2                                     | 20 марта 2025 года                    | Таджикистан                           | 5:0                                   | 1                                     | Товарищеский матч                     |                                       |
| 3                                     | 25 марта 2025 года                    | Азербайджан                           | 2:0                                   | —                                     | Товарищеский матч                     |                                       |
| 4                                     | 5 июня 2025 года                      | Казахстан                             | 4:1                                   | 1                                     | Товарищеский матч                     |                                       |
| 5                                     | 10 июня 2025 года                     | Россия                                | 1:4                                   | —                                     | Товарищеский матч                     |                                       |

 Итого по официальным матчам: 5 матчей ; 3 победы, 1 ничья, 1 поражение.

## Достижения
«Динамо» Минск
- Чемпион Беларуси: 2024